# Podsystem analityczny marketingu
Podsystem analityczny marketingu – składa się z metod i technik, wykorzystywanych do analizy, zebranych danych, ujętych w zbiory banków metod i banków modeli analitycznych o postaci sformalizowanej bądź niesformalizowanej, opisujących (modelujących) konkretne procesy występujące bądź realizowane przez przedsiębiorstwo.